# Auguste Mudry (homme politique)
 (mars 2025).
Pour les articles homonymes, voir Auguste Mudry et Mudry.
Auguste Mudry, né le 22 juin 1913 à Bellentre (Savoie) et mort le 6 mai 1973 à Bellentre (Savoie), est un homme politique français.

## Détail des fonctions et des mandats
Mandats parlementaires
- 2 juin 1946 - 27 novembre 1946 : Député de la Savoie
- 10 novembre 1946 - 4 juillet 1951 : Député de la Savoie
- 2 janvier 1956 - 8 décembre 1958 : Député de la Savoie